# 谷三十郎
谷三十郎(？-慶應二年（1866年）：副長助勤，新撰組第七隊隊長，亦有槍術師範之說法。諱供國。

## 生平

### 少年時期
出生於備中松山藩。松山藩藩士谷三治郎長子。年幼時自父親谷三治郎學習劍術。至於擅使長槍的說法，則可能是和其弟谷萬太郎混淆的誤植結果。
最初谷三十郎侍奉松山藩主板倉勝靜，然而在安政年間因不明原因而辭退藩職，並與其弟谷萬太郎一同脫藩前往大阪。兩兄弟在南崛江町開設道場招收門生，三十郎為神明流劍術指導(另有神陰流、直心流之說法)，萬太郎則擔任種田流槍術指導。
萬延元年時，三十郎父母相繼逝世，末弟谷昌武（後來的近藤周平）至大阪投靠谷三十郎兄弟。文久三年（1863），三兄弟們一同加入壬生浪士組。

### 新選組
文久三年（1863）加入壬生浪士組後，在池田屋事件時屬於近藤一隊。谷氏三兄弟於池田屋奮勇殺敵，於事件後受賜共獲得17兩黃金。
元治2年(慶應元年)1月，谷三十郎與弟·萬太郎等四人擔任大阪取締役，並組止倒幕激進派火燒大阪之計畫於未然（ぜんざい屋事件）。
同年慶應元年(1865年)，受拔擢為第七隊隊長。此時新撰組的槍術指導則為其弟·谷萬太郎負責之。

### 未證實之說法
谷三十郎所持之長槍「千石もの」，實際上並非實戰所用長槍而是道場訓練用槍。(其武器所有者亦有可能為與弟·谷萬太郎混淆的誤傳。)
後世也有流傳三十郎在擔任隊士切腹時介錯的任務時，卻因劍術不佳而失敗的故事；然而該隊士切腹的紀錄卻是在三十郎死後的事了，故此說法缺乏可靠性。

## 死亡
慶應二年（1866）4月1日，在祇園的石階上發現谷三十郎的屍體，當時的死因是記錄「猝死」，但是谷三十郎的心臟位置有刀刺穿的痕跡，因此谷三十郎的死因有病死與暗殺兩種說法。关于暗殺的說法，有传闻说凶手可能是左撇子 (因此，在子母澤寬等作家的新選組小說中，更有齋藤一所為之情节)。然史實真相不明。